# Arthur Gaillard
Arthur Gaillard (Gent, 23 november 1847 - Schaarbeek, 10 mei 1912) was een Belgisch rijksarchivaris. Van 1905 tot aan zijn overlijden was hij algemeen rijksarchivaris ten persoonlijken titel.
Gaillard studeerde aan de Leuvense universiteit, waar hij de graden van doctor in de rechten en politieke en administratieve wetenschappen haalde. Zijn vader Victor Gaillard (1825-1856) was bediende op het Rijksarchief te Gent geweest van 1852 tot zijn dood. Ook Arthur Gaillard zou in die administratie een baan zoeken. Vanaf 1872 werkte hij in het Algemeen Rijksarchief. Onverwacht zou Gaillard hier uiteindelijk de hoogste functie bekleden. Al meteen vanaf zijn benoeming in 1899 werd de nieuwe algemeen rijksarchivaris Alphonse Goovaerts namelijk geteisterd door ziekte. Gaillard was weinig voorbereid op deze taak, maar zou toch vanaf 1905 tot zijn overlijden ten persoonlijken titel algemeen rijksarchivaris zijn.